# Till I Loved You
Till I Loved You ist ein Lied, das Maury Yeston komponierte und 1988 veröffentlichte. Es war als Teil von Yestons Musicals Goya: A Life in Song geplant, das aber nicht auf der Bühne aufgeführt wurde, aber 1989 als Album erschien.
Das Original wurde  von dem spanischen Tenor Plácido Domingo und der amerikanischen Sängerin Dionne Warwick eingesungen. Für die japanische Version des Albums übernahm Seiko Matsuda den Part von Warwick, für die britische Version Jennifer Rush. Domingo nahm zusammen mit Gloria Estefan auch eine spanischsprachige Version mit dem Titel  Hasta amarte und zusammen mit Simone Bittencourt de Oliveira eine portugiesische Version mit dem Titel Apaixonou auf. Hasta amarte erreichte Platz 8 in den Billboard's Hot Latin Songs-Charts.
Die Version mit Jennifer Rush wurde 1989 als Single veröffentlicht und erreichte Platz 24 in den britischen Charts.

## Coverversionen
Noch vor der Veröffentlichung des Goya-Albums nahmen Don Johnson und Barbra Streisand eine Coverversion auf, die 1988 auf Streisands gleichnamigen Album erschien, 2002 auch auf der Kompilation Duets. Diese Version erreichte als Single Platz 16 in den britischen, Platz 25 in den amerikanischen Charts sowie Platz 22 in den spanischen Radiocharts.